# Septembre 1812

## Événements

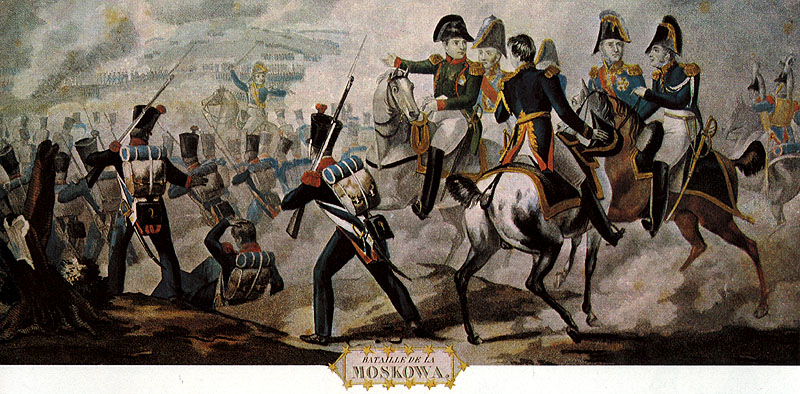
5 - 7 septembre : bataille de la Moskova

- Empire ottoman : arrivée au pouvoir du grand vizir Khursit Pacha (fin en avril 1815)[1].

- 4 - 15 septembre, États-Unis, frontière de Détroit : première victoire américaine, sur terre, de la Guerre de 1812 à Terre Haute (Indiana) où une armée considérablement plus importante composé de guerriers miamis, potawatomis, kickapous et winnebagos tentent de s'emparer de Fort Harrison.

- 5 - 7 septembre : bataille indécise de Borodino (bataille de la Moskova)[2]. 130 000 Français affrontent 140 000 Russes. Les Russes perdent 58 000 hommes, les Français 35 000. Les Russes refluent vers Moscou, qu’ils abandonnent ensuite.

- 5 - 12 septembre, États-Unis, frontière de Détroit : victoire américaine contre une force de guerriers miamis et potawatomis, assiégeant Fort Wayne (Indiana).

- 14 septembre : prise de Moscou par la Grande Armée[3].

- 15 - 18 septembre : incendie de Moscou[4].

- 18 septembre - 22 octobre : échec des britanno-espagnols devant Burgos[5].

- 21 septembre, États-Unis, frontière St. Lawrence-Lac Champlain : raid américain victorieux sur Gananoque (Ontario).

- 22 septembre : Wellington est nommé par la junte de Cadix commandant en chef des forces militaires en Espagne[6].

- 24 - 25 septembre : victoire des Provinces-Unies du Río de la Plata sur les royalistes à la bataille de Tucumán[7].

## Naissances
- 12 septembre :
  - Eugène Raspail (mort en 1888), géologue français.
  - Marie-Ernestine Serret, peintre française († 1884).

## Décès
- 7 septembre : Auguste Jean-Gabriel de Caulaincourt, tué à la bataille de Borodino.
- 19 septembre : Mayer Amschel Rothschild (1743-1812), originaire de Francfort-sur-le-Main, fondateur de la dynastie de banquier (voir Famille Rothschild).